# Liste der Monuments historiques in Saint-Menge
Die Liste der Monuments historiques in Saint-Menge führt die Monuments historiques in der französischen Gemeinde Saint-Menge auf.

## Liste der Immobilien
| Bezeichnung      | Beschreibung          | Standort          | Kennzeichnung | Schutzstatus | Datum | Bild           |
| ---------------- | --------------------- | ----------------- | ------------- | ------------ | ----- | -------------- |
| Kirche Ste-Menne | Chor, 14. Jahrhundert | Grande Rue (Lage) | PA00107290    | Inscrit      | 1926  | weitere Bilder |